# Richard Chamberlain
George Richard Chamberlain (Beverly Hills, Los Angeles, 1934. március 31. – Waimānalo, Hawaii, 2025. március 29.) háromszoros Golden Globe-díjas amerikai színész és énekes.

## Élete

### Tanulmányai
Középiskolai tanulmányait a Beverly Hills High Schoolban végezte, ezután a Pomona College-ba járt, ahol iparművészetet tanult. Figyelme az egyetemi évek alatt fordult a színjátszás felé. A diploma megszerzése után rögtön elkezdett a hollywoodi stúdióknál kilincselni, ám a koreai háború közbeszólt.

### Színészi pályája
Kétéves katonai szolgálata után kisebb-nagyobb szerepeket kapott különböző televíziós sorozatokban. Ismertté a Dr. Kildare c. tévésorozat főszereplőjeként vált, egyik napról a másikra az amerikai tinilányok első számú kedvence lett. A sorozatot öt és fél év után otthagyta, hogy komolyabb szerepeket kapjon. Angliába költözött, ahol színpadi színészként helyezkedett el.
Televíziós karrierje a nyolcvanas évek elején érte el második csúcspontját A sógun, majd A tövismadarak c. sorozatokban játszott főszerepet.

### Magánélete
Visszavonulása után a Hawaii-szigeteken élt. Élettársa Martin Rabbett, akivel a hetvenes évek közepe óta él együtt. Bár szexuális irányultsága közismert volt, miután egy francia női magazin 1989-ben beszámolt róla, melegségéről először 2003-ban megjelent önéletrajzában beszélt nyíltan.

## Főbb filmszerepei
- 1961–1966: Dr. Kildare; tévésorozat; Dr. James Kildare
- 1968: Egy hölgy arcképe (The Portrait of a Lady); tévésorozat; Ralph Touchett
- 1968: Petulia; David Danner
- 1970: Julius Caesar; Octavius Caesar
- 1970: Zenerajongók (The Music Lovers); Csajkovszkij
- 1973: A három testőr, avagy a királyné gyémántjai (The Three Musketeers); Aramis
- 1974: A négy testőr, avagy a Milady bosszúja (The Four Musketeers, The Revenge of Milady); Aramis
- 1974: Pokoli torony (The Towering Inferno); Simmons
- 1975: Monte Cristo grófja (The Count of Monte-Cristo); tévéfilm; Edmond Dantès
- 1976: Papucs és rózsa / Hamu és Pipőke (The Slipper and the Rose: The Story of Cinderella); a herceg
- 1977: A vasálarcos férfi (The Man in the Iron Mask); Fülöp / XIV. Lajos
- 1977: Utánam a vízözön (The Last Wave); David Burton
- 1978: Rajzás (The Swarm); Dr. Hubbard
- 1980: A sógun (Shogun); tévésorozat; John Blackthrone / Andzsin-szan
- 1982: Halálos telefonhívás (Murder by Phone); Nat Bridger
- 1983: A tövismadarak (The Thorn Birds); tévésorozat; Ralph de Bricassart
- 1983: Verseny az Északi sarkért (Cook & Peary: The Race to the Pole); Frederick Cook
- 1985: Wallenberg: Egy hős története (Wallenberg: A Hero’s Story); Raoul Wallenberg
- 1985: Salamon király kincse (King Solomon’s Mines); Allan Quatermain
- 1987: Az elveszett aranyváros fosztogatói (Allan Quatermain and the Lost City of Gold); Allan Quatermain
- 1987: Casanova; tévéfilm; Giacomo Casanova
- 1988: A Bourne rejtély (The Bourne Identity); kétrészes tévéfilm; Jason Bourne
- 1989: A testőrök visszatérnek (The Return of the Musketeers); Aramis
- 1991: Utóhatás (Aftermath: A Test of Love); tévéfilm; Ross Colburn
- 1993: A jég fogságában / Túlélők (Ordeal in the Arctic); tévéfilm; John Couch kapitány
- 1995: Ragadozómadarak (Bird of Prey); Jonathan Griffith
- 1996: Tövismadarak – A hiányzó évek (The Thorn Birds: The Missing Years); tévéfilm; Ralph de Bricassart
- 1997: Húsz év múlva (All the Winters That Have Been); tévéfilm; Dane Corvin
- 1997: Halálos sodrás (River Made to Drown In); Thaddeus MacKenzie
- 1999: Túl gazdag: Doris Duke titkos élete (Too Rich: The Secret Life of Doris Duke); tévé-minisorozat; Bernard Lafferty
- 2000: Angyali érintés (Touched by an Angel); tévésorozat, egy epizódban; Everett Clay / Jack Clay
- 2005: Will és Grace (Will & Grace); tévésorozat; egy epizódban; Clyde
- 2006: Vagányok – Öt sikkes sittes (Hustle); tévésorozat; egy epizódban; James Whittaker Wright III
- 2006: Feketeszakáll és a Karib-tenger kalózai (Blackbeard); Charles Eden kormányzó
- 2006: Kés/Alatt (Nip/Tuck); tévésorozat; egy epizódban; Arthur Styles
- 2006: Férj és férj (I Now Pronounce You Chuck & Larry); Banks tanácstag
- 2007: Született feleségek (Desperate Housewives); tévésorozat; egy epizódban; Glen Wingfield
- 2010: Chuck; tévésorozat; két epizódban; Adalbert de Smet
- 2011: A tökéletes család (The Perfect Family); Monsignore Murphy
- 2010–2011: Testvérek (Brothers & Sisters); tévésorozat; két epizódban; Jonathan Byrold
- 2010–2012: Lépéselőnyben (Leverage); tévésorozat; két epizódban; Archie Leach
- 2017: Twin Peaks; tévésorozat; egy epizódban; Bill Kennedy
- 2019: Finding Julia; Igor